# فيل كلارك (لاعب كرة قاعدة)
فيل كلارك (بالإنجليزية: Phil Clark) هو لاعب كرة قاعدة أمريكي، ولد في 6 مايو 1968 في مقاطعة كروكيت في الولايات المتحدة.

## وصلات خارجية
- فيل كلارك (لاعب كرة قاعدة) على موقع دوري كرة القاعدة الرئيسي (الإنجليزية)
- فيل كلارك (لاعب كرة قاعدة) على موقع الدوري الياباني لكرة القاعدة (الإنجليزية)
- فيل كلارك (لاعب كرة قاعدة) على موقعبيزبول رفرنس.كوم (الدوري الرئيسي) (الإنجليزية)
- فيل كلارك (لاعب كرة قاعدة) على موقعبيزبول رفرنس.كوم (الدوري الثانوي) (الإنجليزية)
- فيل كلارك (لاعب كرة قاعدة) على موقع إي إس بي إن.كوم (أم.أل.بي) (الإنجليزية)
- فيل كلارك (لاعب كرة قاعدة) على موقع مشجعي الرسوم البيانية (الإنجليزية)